# Turisme gastronòmic

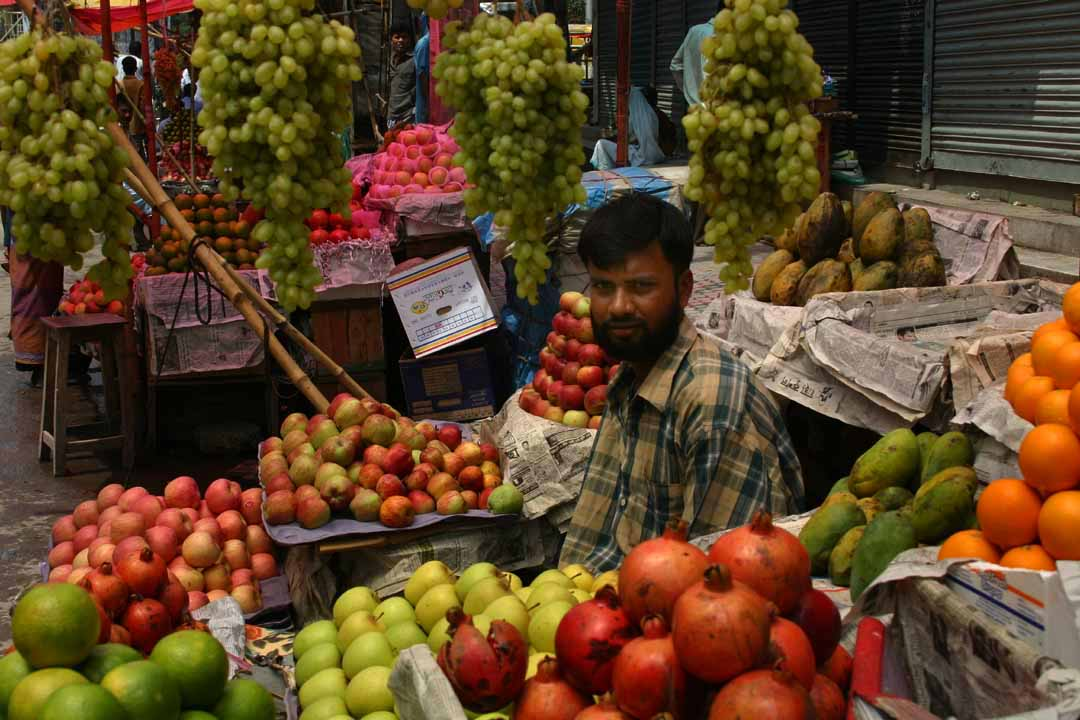
Venedor de fruites a Dhaka, els mercats són una de les activitats del turisme gastronòmic.

El  turisme gastronòmic  és una forma de fer turisme en la qual la gastronomia del país visitat és part de l'activitat preponderant durant la seva visita. El turisme gastronòmic és una opció no només dirigida a persones treballen amb l'art del bon menjar, com ara xefs o gourmets, més aviat està enfocat a tota mena de gent disposada a experimentar una nova experiència culinària. Les activitats del turisme gastronòmic no se centren només en l'assistència a restaurants on es serveixin plats tradicionals, sinó que inclou aspectes com visites de mercats, botigues de productes alimentaris locals, visites a cases dels vilatans, participació en festes locals, etc. L'objectiu d'aquest tipus de turisme és a més de visitar, descobrir nous sabors i preparacions culinàries.

## Història
Ja en Europa al segle xiii es van començar a realitzar les primeres guies gastronomiques, que eren una relació de les millors posades i restaurants. Aquestes guies eren realitzades pels famosos "gourmets" o "gastronomers", persones a qui els agradava el bon menjar i que es dedicaven a classificar els restaurants, el més famós va ser " Kurnonsky "a Anvers. dedicat exclusivament a la cuina francesa. El gran Curnosky (de nom original Maurice Edmond Sailland) va ser nomenat el "príncep dels gastrònoms" a 1927 i es va dedicar a viatjar per diversos llocs de França amb un conjunt d'amics i aficionats a la gastronomia.

## Rutes gastronòmiques
En l'actualitat hi ha diverses rutes gastronòmiques en el món dedicades a diversos tipus de menjars o productes alimentaris, per exemple: la ruta del pernil ibèric, la ruta dels formatges de cabra, la ruta de la tenca, la ruta de les fruites i els licors, la ruta dels vins, la ruta dels nuggets, etc. S'hi trien temes culinaris que remarquen la identitat de la ruta, es promou la venda d'un producte alimentari (màrqueting), es desenvolupa una economia local i es promou la cultura i la identitat d'una regió. El turisme gastronòmic està associat generalment a altres activitats que el complementen, com ara el turisme rural.